# Parthenay
Parthenay és un municipi francès, situat al departament de Deux-Sèvres i a la regió de la Nova Aquitània.